# Schlacht an der Eisernen Brücke
Frühe Schlachten
Mu'ta – Tabūk – Dathin – Firaz
Arabische Eroberung der Levante
Qartin – Bosra – Adschnadain – Mardsch ar-Rahit – Fahl – Damaskus – Mardsch ad-Dibadsch – Emesa – Jarmuk – Jerusalem – Hazir – Aleppo
Arabische Eroberung Ägyptens 
Heliopolis – Alexandria – Nikiou
Umayyadische Eroberung Nordafrikas
Sufetula – Vescera – Karthago
Umayyadidische Invasion Anatoliens
 und Konstantinopels
Eiserne Brücke – Germanikeia – 1. Konstantinopel – Sebastopolis – Tyana – 2. Konstantinopel – Nikäa – Akroinon
Arabisch-byzantinischer Grenzkrieg
Kamacha – Kopidnadon – Krasos – Anzen und Amorion – Mauropotamos – Lalakaon – Bathys Ryax
Sizilien und Süditalien
1. Syrakus – 2. Syrakus – Feldzüge des Maniakes
Byzantinischer Gegenschlag
Marasch – Raban – Andrassos – Feldzüge des Nikephoros Phokas – Feldzüge des Johannes Tzimiskes – Orontes – Feldzüge Basileios’ II. – Azaz
Seeoperationen
Phoinix – Muslimische Eroberung Kretas – Thasos – Damiette – Thessalonike – Byzantinische Rückeroberung Kretas
Die Schlacht an der Eisernen Brücke fand 637 zwischen der Armee des muslimischen Rashidunkalifats und der Byzantinischen Armee statt. Die Schlacht fand in der Nähe einer neunbögigen Brücke statt, die sich über den Orontes spannte und der Schlacht ihren Namen gab. Sie war eine der letzten Schlachten zwischen dem Byzantinischen Reich und den Arabern in der römischen Provinz Syria.

## Hintergrund
Die muslimische Armee hatte am Fluss Jarmuk einen entscheidenden Sieg errungen, der ihnen die Kontrolle über die Levante einbrachte. Jerusalem wurde wenig später erobert. Muslimische Armeen marschierten wenig später nordwärts und drangen bis ins nördliche Syrien vor, wo es an Anatolien grenzt. Sie versuchten, Antiochien zu erobern und ihre Eroberungen so gegen einen byzantinischen Rückeroberungsversuch zu sichern. Nach der Eroberung von Aleppo schickte Abū ʿUbaida ibn al-Dscharrāh einen Teil des Heeres unter Malik al-Aschtar um Azaz in Nordsyrien zu erobern. Die Eroberung von Azaz sollte sicherstellen, dass sich keine große byzantinische Armee mehr nördlich von Aleppo befand, die den Arabern bei ihrer Belagerung von Antiochia in den Rücken fallen könnte. Sobald Malik wieder zum Hauptheer gestoßen war marschierte Abu Ubaidah nach Westen um Antiochia zu erobern. Chālid ibn al-Walīd führte die Vorhut an. Die Armee marschierte von Aleppo über Harim und näherte sich Antiochia von Osten.

## Schlacht
Zwölf Meilen vor der Stadt, beim heutigen Mahruba, spannte sich eine teilweise eiserne Brücke über den Orontes. Hier fand die Schlacht zwischen den muslimischen Arabern und der byzantinischen Garnison von Antiochia statt. Die Schlacht war wohl von größerem Ausmaß, es liegen aber keine genauen Angaben vor. Die byzantinischen Truppen erlitten schwere Verluste und wurden besiegt. Die Überreste der geschlagenen Armee flohen nach Antiochia, die Araber folgten ihnen und belagerten die Stadt. Am 30. Oktober 637 ergab sich die Stadt. Die Kapitulationsbedingungen sahen vor, dass die byzantinische Garnison unbehelligt abziehen durfte.

## Folgen
Nach der Kapitulation von Antiochia bewegten sich die muslimischen Armeen südwärts entlang des Mittelmeers und eroberten Latakia, Dschabla und Tartus. Chalid ibn al-Walid machte einen Streifzug nach Osten in Richtung Euphrat, wo er auf wenig Gegenwehr stieß. Im Januar 638 war der Feldzug vorüber. Nach der Niederlage arabischer Christen aus Mesopotamien, die die Belagerung von Emesa 638 anführten, schickte Abu Ubaidah Chalid ibn al-Walid und Ayadh ibn Ghanam bis zur Ebene des Ararat und im Westen bis zum Taurusgebirge um den Widerstand der Christen zu brechen.